# Driver dagg faller regn
Pour plus de détails, voir Fiche technique et Distribution.
Driver dagg faller regn est un film suédois réalisé par Gustaf Edgren, sorti en 1946.

## Synopsis
Au XIXe siècle dans le Hälsingland, la fille du grand fermier Germund, Marit, doit épouser le fils du fermier voisin, Elias. Au pied de la cascade, l'illégitime Jon joue du violon, méprisé de tous les autres villageois. Il y a de nombreuses années, Germund allait épouser Gertrud, mais elle s'est enfuie avec un violoniste et a donné naissance à Jon. Les deux ont également été méprisés et se sont noyés dans les rapides. Jon fait office de serviteur pour le prêtre Varmeln, qui essaie d'exorciser Jon. Le prêtre brise ainsi son violon et le maudit dependant , le violoniste Glabo-Kalle, qui est passé par là, promet de lui en donner un nouveau.
Germund est dans le registre de la succession avec la sœur de Gertrud, Elin qui vit à Olsgården et qui est maintenant devenue veuve. Une fois, elle a voulu épouser Germund mais cela ne s'est jamais produit. Ils parlent de ce qui a été et de la malédiction que Germund croit reposer sur les violonistes en général et sur Jon en particulier.
Germund avertit Marit de se rapprocher de Jon. Lors de la danse des bûches de samedi , Mats apparaît ivre et tente de violer Marit, et elle rentre chez elle en courant. Même sur le chemin du retour, elle est poursuivie par trois hommes, mais Jon intervient et la sauve. Il ne faut pas longtemps avant qu'ils soient amoureux. Marit et Jon se rencontrent secrètement, alors que son mariage est en cours de planification. Lorsque son père Germund découvre comment c'est, il devient très irrité; Marit est son tout sur terre. Germund a peur que Marit quitte Jon de la même manière que sa femme a quitté son violoniste.
Marit avoue ses sentiments pour Jon au père. Il s'assure ensuite de chasser Jon, alors Jon quitte la zone. Il organise également une magouille après Jon et menace de le "donner", c'est-à-dire de le castrer . Sous pression, Marit promet d'épouser Mats si le père laisse Jon seul. Des préparatifs sont en cours pour un mariage à Germundsgården. Dans l'église, Marit entend le violon jouer et elle se précipite hors de l'acte de mariage, prend un cheval et monte son chemin. Germund et Elin suivent en calèche. En cours de route, le cheval s'éloigne du voile de mariée de Marit, qui est devenu suspendu à une branche et commence à briller. Le chariot se renverse et Elin est si gravement blessée qu'elle reste alitée.
Jon et Marit sont maintenant réunis et s'installent dans une cabane où ils vivent presque hors-la-loi pendant l'été. L'automne approche et Germund est maintenant seul chez lui à Germundsgården, profondément malheureux et déprimé, tandis qu'une pluie persistante est autorisée à illustrer ses sentiments intérieurs. L'hiver venu, Marit et Jon sont contraints de retourner à la campagne, où ils sont hébergés dans la cabane de Glabo-Kalle. Elin, qui a découvert où ils se trouvent, appelle les deux dans son lit de malade. Elle veut que Marit reprenne Olsgården, mais Marit refuse. Elle dit que c'est Jon qui reprendra la ferme, et c'est ce qui se passe.
Jon et Germund sont enfin réconciliés lorsque Germund sauve Jon de la noyade dans les rapides en lien avec la pêche au saumon. Germund pense que la malédiction n'était qu'une blague. Le troll n'existe qu'en chacun de nous et c'est lui qui a été le plus grand.

## Fiche technique
- Titre : Driver dagg faller regn
- Réalisation : Gustaf Edgren
- Scénario : Gustaf Edgren et Gardar Sahlberg d'après le roman de Margit Söderholm (en)
- Photographie : Martin Bodin
- Montage : Tage Holmberg (en)
- Pays d'origine : Suède
- Format : Noir et blanc - 1,37:1 - Mono
- Genre : drame et historique
- Durée : 102 minutes
- Date de sortie : 1946

## Distribution
- Mai Zetterling : Marit
- Alf Kjellin : Jon
- Sten Lindgren (en) : Germund
- Hilda Borgström : Kerstin
- Anna Lindahl (en) : Elin
- Eric von Gegerfelt : Eliasfar
- Tyra Fischer : Eliasmor
- Ulf Palme : Mats
- Inga Landgré : Barbro